# Кудрави несит
Далматински пеликан, кудрави пеликан или кудрави несит (лат. Pelecanus crispus) је највећа врста пеликана (Pelecanidae). Гнезди се на Балкану, Малој Азији, Леванту, Украјини, јужној Русији, све до Монголије и Кине. Насељава мочваре и обале језера.

## Опис
Дугачак је 170-190 cm, са распоном крила преко 3 метра. Тежак је 11-15 kg. На глави има дуже коврџаво перје, због чега је и добио име кудрави пеликан. Сиво-беле је боје са сивим ногама и наранџастим доњим делом кљуна, који постаје црвен у доба парења.

## Распрострањење
Највећа популација ових пеликана се налази у лагуни Караваста у Албанији. Има га на Скадарском језеру и резервату Сребрна у Бугарској. Из Далмације је нестао, а задња колонија је била у долини доње Неретве. До 19. века се гнездио и у Србији, али је мелиорацијом, односно исушивањем мочвара нестао. Данас се у Србији може видети само ретко у пролазу, као што је случај на рибњаку Баранда у близини Београда.